# Vallentinia falklandica
Vallentinia falklandica is een hydroïdpoliep uit de familie Olindiasidae. De poliep komt uit het geslacht Vallentinia. Vallentinia falklandica werd in 1902 voor het eerst wetenschappelijk beschreven door Browne. 